# Auch
Auch é uma comuna francesa no sudoeste do país, localizada no departamento de Gers, na região de Occitânia. É a capital da região histórica da Gasconha. População de 24.725 habitantes (1999) e área de 72.48 km².
Era conhecida como Augusta dos Auscos (em latim: Augusta Ausciorum) durante o período romano.